# Hadol
Hadol település Franciaországban, Vosges megyében. Lakosainak száma 2331 fő (2022. január 1.). Hadol Épinal, Xertigny, Raon-aux-Bois, Uriménil, Uzemain, Arches és Dounoux községekkel határos.

## Népesség
A település népességének változása:
| Lakosok száma | 2351 | 2391 | 2519 | 2368 | 2358 | 2359 | 2357 | 2349 | 2331 |
|               | 2013 | 2015 | 2016 | 2017 | 2018 | 2019 | 2020 | 2021 | 2022 |